# 143 Адрія
143 Адрія (143 Adria) — астероїд головного поясу, відкритий 23 лютого 1875 року.